# کوفته قلقلی‌ها
کوفته قلقلی‌ها (به انگلیسی: Meatballs) یک فیلم کمدی کانادایی محصول سال ۱۹۷۹ به کارگردانی ایوان ریتمن با بازی بیل مری و هاروی اتکین است.

## داستان
یک مشاور کمپ بدون ذره‌ای حس شوخ‌طبعی، تلاش می‌کند تا به ساکنان کمپ کمک کند تا اوقات خوبی را همراه یکدیگر سپری کنند…

## تولید
فیلمبرداری در کمپ وایت پاین، در دریاچه طوفان، بین هالیبرتون و وست گیلفورد، انتاریو، در اوت تا سپتامبر ۱۹۷۸ انجام شد.

## باکس آفیس
این فیلم با فروش ۱۷٫۹ میلیون دلاری در ۱۷ روز اول، شگفت‌انگیز بود. این فیلم همچنین به پردرآمدترین فیلم کانادایی در ایالات متحده تبدیل شد، با مجموع فروش ۴۳ میلیون دلار در ایالات متحده و کانادا. این فیلم ۷۰ میلیون دلار در سراسر جهان به دست آورد.

## دنباله‌ها
- کوفته قلقلی‌ها ۲ (۱۹۸۴)
- کوفته قلقلی‌ها ۳ (۱۹۸۶)
- کوفته قلقلی‌ها ۴ (۱۹۹۲)